# بوربلا توت هرشانیی
بوربلا توت هرشانیی (انگلیسی: Borbála Tóth Harsányi؛ زادهٔ ۸ اوت ۱۹۴۶) بازیکن هندبال اهل مجارستان است.